# Mari Saat

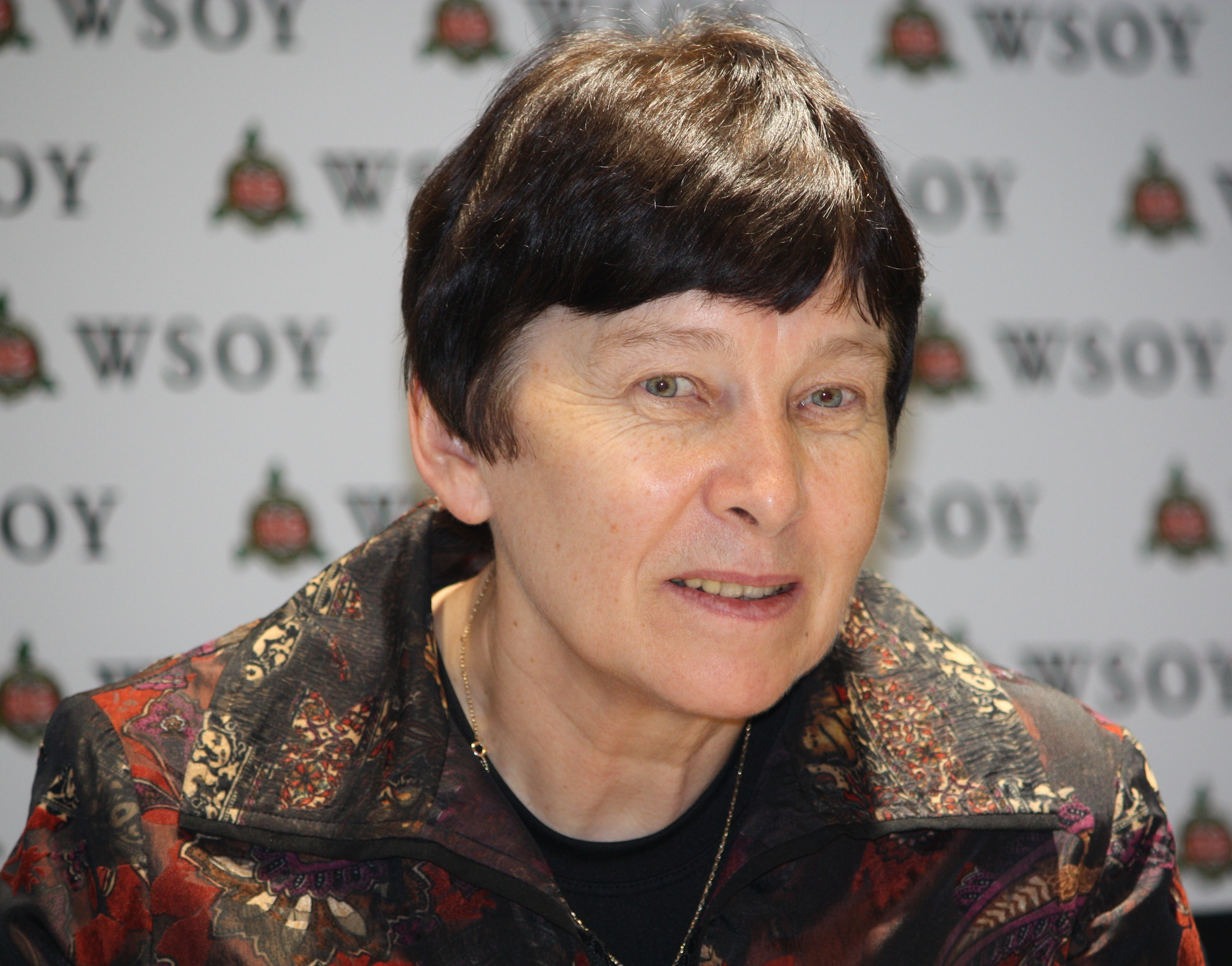
Mari Saat (2011)

Mari Saat (ur. 27 września 1947 w Tallinnie) – pisarka estońska.
Mari Saat jest córką estońskiego dziennikarza, karykaturzysty i polityka Joosepa Saata (1900-1977). Ze względu na swe poglądy oraz działalność agitacyjną na rzecz ruchu komunistycznego Joosep Saat był więziony w latach 1924-1938. Po zaprowadzeniu władzy sowieckiej w Estonii pełnił funkcję redaktora komunistycznej gazety partyjnej Rahva Hääl (Głos Ludu) oraz dyrektora Instytutu Historycznego Komunistycznej Partii Estonii. 
Mari Saat ukończyła ekonomię na Politechnice Tallińskiej (1966-1973). Podjęła następnie pracę w Estońskiej Akademii Nauk. Od 1993 r. prowadzi zajęcia z etyki biznesu na Wyższej Szkole Technicznej w Tallinnie.

## Twórczość
Proza Mari Saat wyróżnia się oszczędnością środków, przy czym główna uwaga autorki skoncentrowana jest na opisie i analizie kontaktów międzyludzkich. Bohaterami jej utworów są zwykli ludzie, którzy próbują ułożyć swe stosunki z innymi: rodzicami, dziećmi, krewnymi czy przyjaciółmi. 
Mari Saat dwukrotnie została wyróżniona nagrodą im. Friedeberta Tuglasa: w 1974 r. za opowiadanie Katastroof oraz w 1986 r. za opowiadanie Elsa Hermann, opublikowane w tomie pt. Õun valguses ja varjus. W 1974 r. otrzymała nagrodę im. Antona Hansena Tammsaare za powieść, w 1989 r. nagrodę im. Juhana Smuula za książkę dla dzieci. 
W przekładzie na język polski ukazało się jej opowiadanie pt. Elsa Herman (tłum. Maria Miłtoń), zamieszczone na łamach pisma Literatura radziecka, nr 1/1989, s. 115-119. Prócz tego tłumaczenie dwóch opowiadań Saat (Tajemnica pudla, Pieczara), znalazło się w tomie Kochanka diabła. Opowiadania estońskie, opracowanym i przełożonym przez Aarne Puu, Warszawa 1984. 

## Dzieła
- 1973 - Katastroof (opowiadanie)
- 1975 - Roosipuupungad (tom opowiadań)
- 1978 - Mida teha emaga? (tom opowiadań)
- 1980 - Laanepüü (powieść)
- 1985 - Õun valguses ja varjus (tom opowiadań)
- 1990 - Võlu ja vaim (powieść)
- 2008 - Lasnamäe lunastaja (powieść)